# Dolph van der Scheer
Adolph Frederik (Dolph) van der Scheer (Zutphen, 18 april 1909 – Rotterdam, 31 augustus 1966) was een Nederlands langebaanschaatser.
Dolph van der Scheer was in 1930 de eerste Nederlander in 25 jaar die weer op het podium stond bij het eindklassement van een WK Allround. Na Coen de Koning in 1905 haalde geen Nederlander het podium meer. Een jaar later was Van der Scheer zelfs de eerste Nederlander die op het podium kwam van een EK Allround.
In 1933 behaalde hij een wereldrecord op de 3000 meter (5.20,4). 
Daarnaast was hij vooral bekend om zijn opvallend vloeiende rijstijl.
In 1948 trad hij op als chef de mission van de Nederlandse ploeg op de Olympische Winterspelen in St. Moritz.
Aansluitend was hij nog enkele jaren actief als lid van de Technische commissie langebaanrijden van de KNSB.
Dat Van der Scheer de beste Nederlandse schaatser was rond de jaren 30 van de 20e eeuw blijkt uit zijn twee nationale titels van 1929 en 1933. Doordat het schaatsen in Nederland afhankelijk was van natuurijs, kon er in die periode niet vaker geschaatst worden om de nationale titel.
Op 18 januari 1948 schaatste hij voor de laatste keer in wedstrijdverband.
Een groot aantal bekers, medailles, schaatsen en foto's van Dolph van der Scheer zijn te bezichtigen in het Fries Schaatsmuseum te Hindeloopen.

## Resultaten
| Jaar | NK Allround | EK Allround | Olympische Spelen                       | WK Allround |
| ---- | ----------- | ----------- | --------------------------------------- | ----------- |
| 1928 |             | NC27        | -                                       |             |
| 1929 | Goud        | 4e          |                                         |             |
| 1930 |             | 4e          |                                         | Brons       |
| 1931 |             | Brons       |                                         | 5e          |
| 1932 |             | -           | -                                       | -           |
| 1933 | Goud        | -           |                                         | -           |
| 1934 |             | -           |                                         | -           |
| 1935 |             | -           |                                         | -           |
| 1936 |             | 13e         | 14e 500m 9e 1500m 10e 5000m 16e 10.000m | 16e         |
| 1937 |             | -           |                                         | -           |
| 1938 |             | -           |                                         | -           |
| 1939 |             | -           |                                         | -           |
| 1940 | 4e          |             |                                         |             |
| 1941 | 7e          |             |                                         |             |

### Medaillespiegel
| Kampioenschap     | Goud | Zilver | Brons |
| ----------------- | ---- | ------ | ----- |
| NK Allround       | 2    | 0      | 0     |
| EK Allround       | 0    | 0      | 1     |
| Olympische Spelen | 0    | 0      | 0     |
| WK Allround       | 0    | 0      | 1     |